# Revoluția de catifea

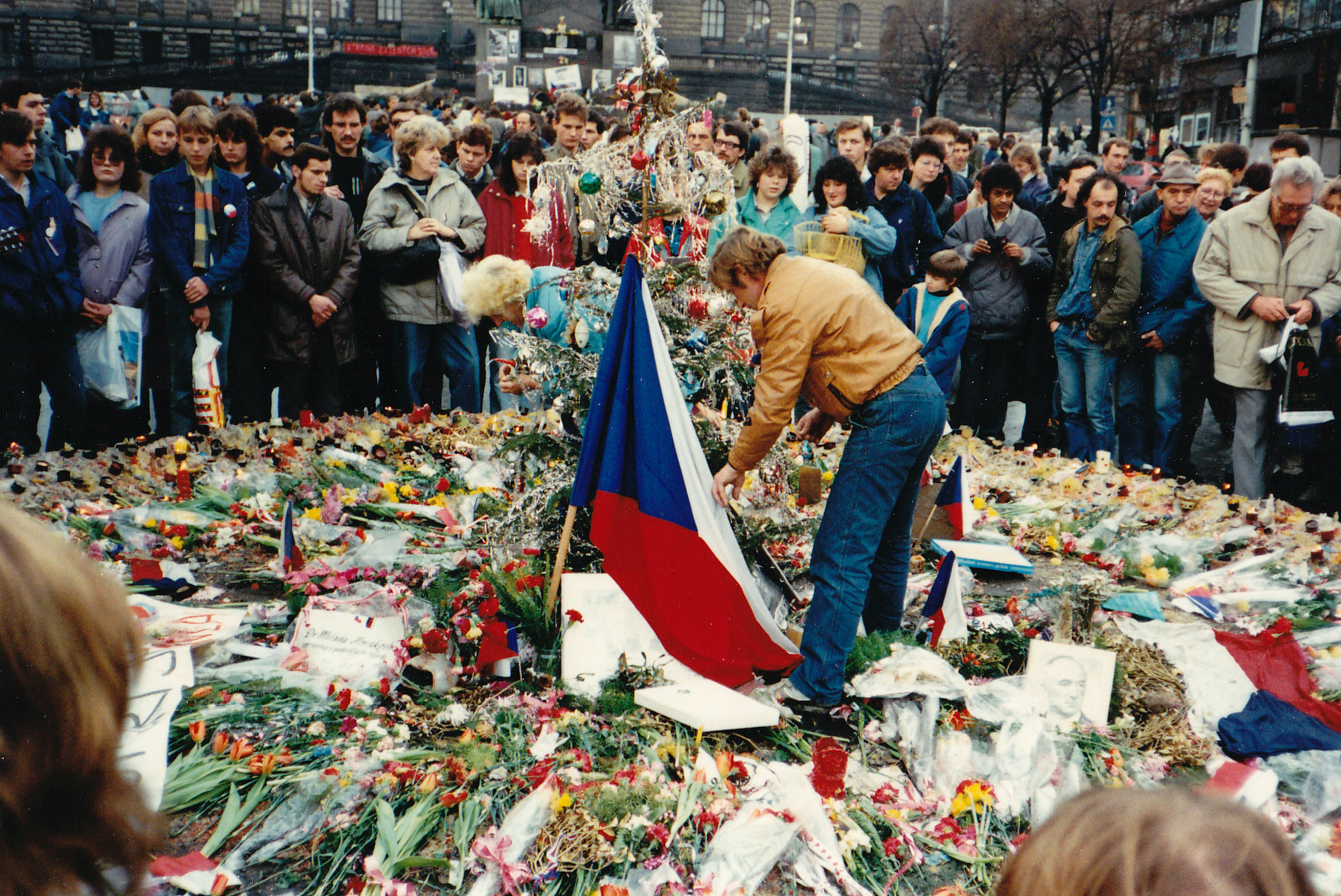
Václav Havel si protestatari pașnici în Praga

Revoluția de catifea (în cehă sametová revoluce, în slovacă nežná revolúcia) a fost mișcarea pacifistă prin care partidul comunist din Cehoslovacia a pierdut monopolul puterii și țara a revenit la democrație.
Curentele deschise și liberale provenite dinspre Uniunea Sovietică, prin intermediul așa-numitei Perestroika, condusă de Mihail Gorbaciov începând cu 1985, s-au concretizat în începerea reformelor politice în țările-satelit ale acesteia.
În cazul Cehoslovaciei, anul 1977 a rămas în istorie, an în care, în spiritul Primăverii de la Praga, un grup de intelectuali a publicat un manifest numit "Scrisoarea 77", în care își exprimau dezacordul cu regimul instituit. 
În 1989, momentul schimbărilor în Europa de est, locuitorii Cehoslovaciei știau despre căderea imperiului sovietic și prăbușirea regimurilor totalitare în țările învecinate de la radio (Radio Europa Liberă). La 17 noiembrie, la Praga, poliția a atacat mii de studenți care protestau împotriva regimului comunist. Acest eveniment a provocat începerea demonstrațiilor. A fost creat Forul Civic, condus de dramaturgul Václav Havel, iar în interiorul Partidului Comunist Cehoslovac se dădeau lupte pentru putere între conservatorii lui Gustáv Husák și reformiștii lui Ladislav Adamec. 
După greva generală din 27 noiembrie 1989 și în lipsa sprijinului aliatului sovietic, Partidul Comunist cehoslovac a abandonat puterea. Gustáv Husák, până atunci un mare promotor al ortodoxiei comuniste, a devenit, la 10 decembrie, Președintele Republicii. Evenimentele s-au precipitat și înainte de sfârșitul anului 1989, Vaclav Havel a ajuns la șefia Statului, iar Alexander Dubček la președinția Parlamentului. În iunie 1990 au avut loc primele alegeri democratice, în urma cărora au ieșit învingători Forumul Civic (ceh) și Publicul Împotriva Violenței (slovac).
Evoluția politică și sciziunile ulterioare ale acestor partide au clătinat federația în anii 1991 și 1992. După o puternică mișcare naționalistă secesionistă în 1993, a urmat separarea Republicii Cehe și Slovaciei în urma Divorțului de Catifea. Vaclav Havel a devenit primul președinte al Cehiei, iar Vaclav Klaus a preluat funcția de premier, în timp ce în Slovacia, Vladimir Mečiar a devenit noul șef al Statului. Republica Cehă și Slovacia au devenit, ulterior, membri ai Alianței Nord-Atlantice și în mai 2004 au aderat împreună la Uniunea Europeană.

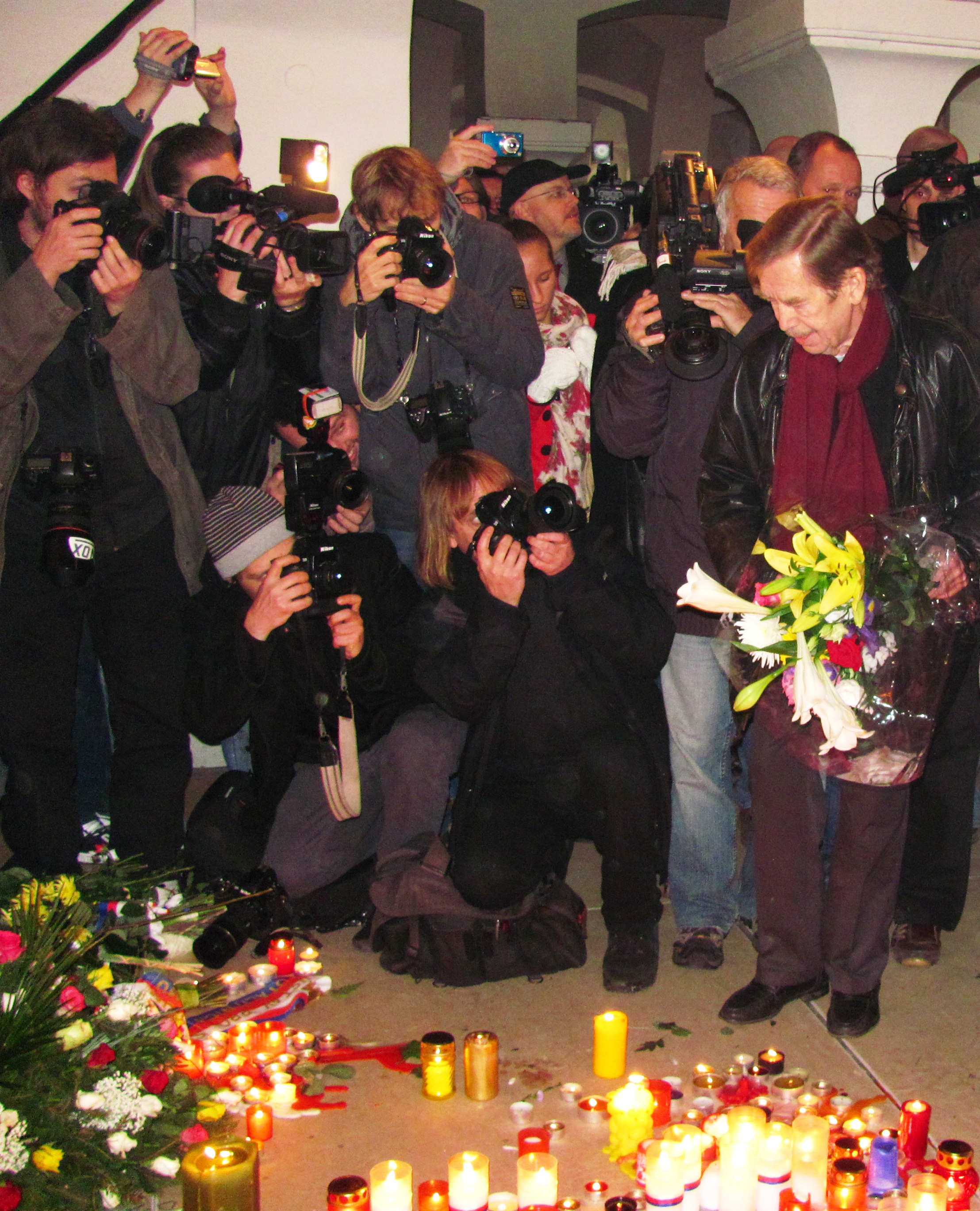
Václav Havel (2010)

## Desfășurare
Slovacii au început prin demonstrații studențești la 16 noiembrie 1989, în Bratislava. Cehii i-au urmat în ziua următoare (aniversarea închiderii liceelor cehe în 1989; după război pe 17 noiembrie aveau loc frecvent demonstrații anticomuniste), printr-o manifestație la Praga, la care au luat parte 15.000 de studenți. Spre deosebire de Bratislava, la Praga s-au înregistrat 600 de răniți. Ulterior, a început o grevă a studenților praghezi, la care s-au alăturat și actorii teatrelor din Praga.
- 19 noiembrie 1989: Forul Civic (Občanské Fórum = OF) în Cehia și Publicul Împotriva Violenței (VPN) în Slovacia au fost vocea tuturor protestatarilor; cele două încearcă dialogul cu puterea comunistă;
- 19 noiembrie - sfârșitul lui decembrie: manifestațiile se extind în toată țara,
- 24 noiembrie 1989: secretarul general al Partidului Comunist Cehoslovac, Miloš Jakeš, demisionează;
- 27 noiembrie 1989: are loc o grevă generală de două ore, în toate sectoarele economiei, pe tot cuprinsul țării;
- 28 noiembrie 1989: începerea negocierilor între Forumul Civic și administrație;
- 29 noiembrie 1989: abolirea articolului din Constituție care prevedea monopolul partidului comunist;.
- 5 decembrie 1989: îndepărtare sârmei ghimpate de la granița cu Austria și Germania;
- 10 decembrie 1989: este desemnat un guvern federal condus de Marián Čalfa, după două tentative eșuate. În aceeași zi, președintele comunist Gustáv Husák se retrage. Acesta a fost primul guvern (începând cu 1948), în care miniștrii neafiliați Partidului Comunist constituiau o majoritate.
- 28 decembrie 1989: Alexander Dubček este ales președinte al Parlamentului;
- 29 decembrie 1989: Václav Havel devine Președintele Cehoslovaciei.